# Sphaerolana interstitialis
Sphaerolana interstitialis är en kräftdjursart som beskrevs av Cole och Minckley 1970. Sphaerolana interstitialis ingår i släktet Sphaerolana och familjen Cirolanidae. IUCN kategoriserar arten globalt som starkt hotad. Inga underarter finns listade i Catalogue of Life.